# 야시 프레스먼
야시 프레스먼(Yassi Pressman, 1995년 5월 11일 ~ )은 필리핀, 영국의 배우, 모델, 가수이다.